# Протокол Финка
Протокол Финка (известный также как Последовательные пары или Одиночный выбирающий) — это протокол пропорционального дележа торта.
Основное преимущество протокола заключается в том, что он работает в онлайн-варианте, даже если заранее не известно число участников дележа. Когда к дележу присоединяется новый участник, существующее деление перестраивается для получения справедливого дележа для вновь пришедшего с минимальным эффектом для существующих участников.
Основной недостаток протокола в том, что вместо одного связного куска протокол выделяет участнику большое число «крошек».

## Протокол
Мы опишем протокол индуктивно по увеличению числа участников.
Когда участник №1 присоединяется к вечеринке, он просто забирает весь торт. Его оценка своей доли равна 1.
Когда приходит участник №2, участник №1 разрезает торт на две части, равные в его глазах. Новый участник выбирает кусок, который в его глазах лучше. Значение для каждого участника теперь не меньше 1/2 (как в протоколе дели-и-выбирай).
Когда присоединяется участник #3, оба участника #1 и #2 режут свои доли на 3 части, равные в их глазах. Новый участник выбирает по одному куску от каждого участника. Значения для участников №1 и №2 не менее 2/3 их предыдущего значения, которое было равно 1/2. Следовательно, их новое значение не меньше 1/3. Значение для участника №3 не меньше 1/3 от куска №1 и 1/3 от куска 2, что даёт ему по меньшей мере 1/3 от полного торта.
В общем случае, когда участник №i присоединяется к вечеринке, предыдущие i-1 участников делят свои доли на i равных частей и новый участник выбирает по куску из каждой кучки. Снова можно показать, что значение для каждого участника по меньшей мере 1/n полной величины, так что разрезание является пропорциональным.

## Число разрезов
Прямолинейное применение алгоритма даст {\displaystyle n!} кусков, хотя, фактически, только около {\displaystyle n^{3}/3}, поскольку каждому участнику нужно {\displaystyle n-1} разрезаний, когда приходит {\displaystyle n}-ый участник.

## Приложения
Протокол Финка используется как вспомогательный алгоритм в других протоколах справедливого дележа торта:
- Протокол Вудала суперпропорционального дележа для n участников.
- Процедуры «Движущийся нож» Остина, выделяющий каждому участнику кусок, значение которого равно в точности {\displaystyle 1/n} полного торта.